# Scuola di alpinismo e scialpinismo Giorgio Graffer
La Scuola di alpinismo e scialpinismo Giorgio Graffer di Trento è, assieme alla Gervasutti di Torino e alla Scuola Nazionale di alpinismo Emilio Comici di Trieste, tra le più antiche scuole alpinistiche del CAI. 

## Storia
Fondata dalla SUSAT (Sezione Universitaria della Società degli alpinisti tridentini) nel 1940-41, vide tra i suoi istruttori alpinisti del calibro di Bruno Detassis, Cesare Maestri, Bepi de Francesch, Marino Stenico e molti altri.
La scuola è intitolata all'alpinista e aviatore Giorgio Graffer, scomparso a soli 28 anni sui cieli di Albania nel 1940, già fortissimo arrampicatore dolomitico e accademico del CAI. Poco dopo la sua morte, gli amici Nino Menestrina e Guido Viberal proposero la creazione, in sua memoria, di una scuola nazionale d'alpinismo gestita dalla SUSAT e allo scopo affidarono a Bruno Detassis e ad altri forti alpinisti locali la direzione dei corsi, che iniziarono l'anno seguente e furono poi interrotti dagli eventi bellici. Dopo la guerra i corsi ripresero nel 1946.
Negli anni Sessanta all'organizzazione dei corsi da parte della SUSAT si aggiunsero il Gruppo Rocciatori della SAT e, negli anni Settanta, la SOSAT (Sezione Operaia della SAT). 
Nel 1978 i corsi organizzati dalle tre sezioni alpinistiche furono unificati e la Scuola assunse la sua struttura definitiva.

## Corsi
I corsi attualmente impartiti sono i seguenti, ciascuno dedicato ad un alpinista scomparso:
- corso base di scialpinismo "Giorgio Giovannini"
- corso primaverile di roccia "Bepi Loss"
- corso estivo di roccia "Franco Gadotti"
- corso alta montagna e ghiaccio "Carlo Marchiodi"
- corso avanzato di scialpinismo "Renzo Zambaldi"
- corso di arrampicata libera "Roberto Bassi"
- corso di ghiaccio verticale "Vincenzo Loss"

### Documentari
- Abbecedario di pietra, di Mario Fantin e Mario Maffei, 1952
- La Graffer a scuola di montagna, di Giorgio Balducci, 2000